# Stibadocera bullans
Stibadocera bullans är en tvåvingeart som beskrevs av Günther Enderlein 1912. Stibadocera bullans ingår i släktet Stibadocera och familjen mellanharkrankar. Inga underarter finns listade i Catalogue of Life.